# 우나 로런스
우나 로런스(영어: Oona Laurence, 2002년 8월 1일 ~ )는 미국의 배우이다. 《사우스포》(2015), 《피터의 용》(2016) 등에 출연했다.

## 출연 작품
- 매혹당한 사람들
- 사라진 소녀들 - 사라 길버트 역
- 베이비시터를 위한 몬스터 사냥 가이드 - 리즈 레루 역